# أكاتوني
أكاتوني Accattone هو فيلم دراما إيطالي أنتج عام 1961 ا تأليف وإخراج بيير باولو بازوليني. على الرغم من تصوير الفيلم بناء على سيناريو أصلي، يرى بعض الأكاديميون أن أكاتوني إعداد سينمائي لروايات بازوليني المبكرة، وخاصة الأولاد من الحياة و حياة العنف. هو أول فيلم أخرجه بازوليني ويحوي ما سيعتبر لاحقا مميزات أفلام بازوليني الخاصة؛ استخدامه ممثلين غير محترفين يعود أصلهم إلى مكان أحداث، وتركيز مواضيع الفيلم على  الأفراد المعدمين.
في حين أن العديد من الناس فوجئوا بتحول بازوليني من الأدب إلى السينما، إلا أنه كان قد فكر بالدراسة بمعهد السينما في روما قبل الحرب العالمية الثانية. سبق وتعاون بازوليني مع فيديريكو فيليني في فيلم ليالي كابيريا وكان يعتبر السينما الكتابة بالواقع. كلمة أكاتوني "Accattone" هو مصطلح دارج يستخدم أساسا للدلالة على المتسولين، في إشارة إلى الناس الذين وضعهم سيء دوما، الكسالى الذين نادرا ما يحافظون على عملهم.[بحاجة لمصدر]
أكاتوني هي قصة عن القوادين والعاهرات واللصوص، نفس مواضيع رواياته. يحتفي فيه بثقافة الفلاحين في مقابل الإصلاحات الاقتصادية في إيطاليا ما بعد الحرب العالمية الثانية. اختار بازوليني مواضيع فاضحة، كما طمس الحدود الفاصلة بين المقدس والمدنس. على الرغم من أن بازوليني حاول أن ينأى بنفسه عن الواقعية الجديدة، الفيلم يعتبر نوعا من الواقعية الجديدة الثانية، واعتبره أحد النقاد «قد يكون أشد الأفلام التي شاهدتها قتامة».

## الحبكة

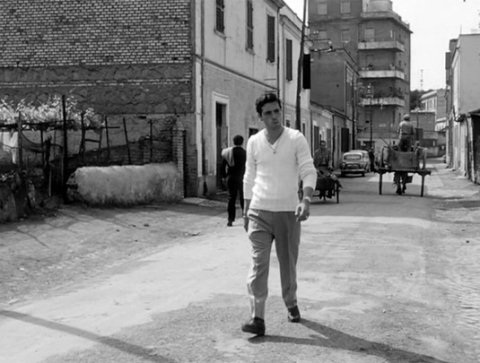
أكاتوني

فيتوريو (فرانكو سيتي)، الملقب بأكاتوني (أي متسول في الإيطالية)، يعيش حياة قواد هادئة حتى يقوم منافسوه بإيذاء عاهرته، مادالينا، وينتهي بها الأمر في السجن. إذ يجد نفسه من دون دخل ثابت، ولافتقاده الرغبة في العمل بنفسه، يعثر على الفتاة الساذجة ستيلا ويحاول استدراجها إلى الدعارة. تكون ستيلا على استعداد لتجربة الدعارة ولكن عندما يبدأ أحد العملاء بضربها  تصرخ وتخرج من السيارة. يحاول أكاتوني دعمها ماديا، ولكنا ييأس من العمل الشريف بعد يوم واحد، وبعد رؤيته رؤيا غريبة لموته، يُقتل في حادث سير عندما كان يحاول الهرب من الشرطة على دراجة نارية مسروقة.

## الممثلون
- فرانكو سيتي بدور فيتوريو «أكاتوني» كاتالدي
- فرانكا باسوت بدور ستيلا
- سيلفانا كورسيني بدور مادالينا
- باولا غيدي بدور Ascenza
- أدريانا أستي بدور أموري
- لوتشيانو كونتي بدور Il Moicano
- لوتشيانو جونيني بدور بييد ديئورو
- ريناتو كابونيا بدور ريناتو
- ألفريدو ليجي بدة ر بابو هرميدو
- غالياتسو ريكاردي بدور سيبولا
- ليوناردو موراليا بدور ماموليتو
- جوزيبي ريستانيو بدور بيبي
- روبرتو جيوفانوني بدور الألماني
- ماريو سيبرياني بدور باليلا
- روبرتو سكارينجيلا بدور كارتاجين
- سيلفيو سيتي بدور سابينو
- مونيكا فيتي (uncredited) بدور Ascenza (صوت)

## الجوائز
فرانكو سيتي رشح لجائزة البافتا لأفضل ممثل في دور رئيسي في عام 1963 عن دور أكاتوني.

## روابط خارجية
- أكاتوني على موقع IMDb (الإنجليزية)
- أكاتوني على موقع الموسوعة البريطانية (الإنجليزية)
- أكاتوني على موقع روتن توميتوز (الإنجليزية)
- أكاتوني على موقع نتفليكس (الإنجليزية)
- أكاتوني على موقع ألو سيني (الفرنسية)
- أكاتوني على موقع Turner Classic Movies (الإنجليزية)
- أكاتوني على موقع أول موفي (الإنجليزية)
- أكاتوني على موقع فيلمافينيتي (الإسبانية)
- أكاتوني على موقع قاعدة بيانات الأفلام السويدية (السويدية)
- أكاتوني على موقع قاعدة بيانات الفيلم (الإنجليزية)